# Trichoniscoides remyi
Trichoniscoides remyi là một loài chân đều trong họ Trichoniscidae. Loài này được Bonnefoy miêu tả khoa học năm 1945.